# Улица Карла Маркса (Владимир)
Улица Карла Маркса — короткая, около 250 м, улица в историческом центре города Владимир. Проходит, как продолжение улицы Урицкого, от улицы Коммунальный спуск до Вокзального спуска, за которым имеет продолжением Железнодорожную улицу.
На улице расположен Военный комиссариат Октябрьского и Фрунзенского районов г. Владимир.

## История

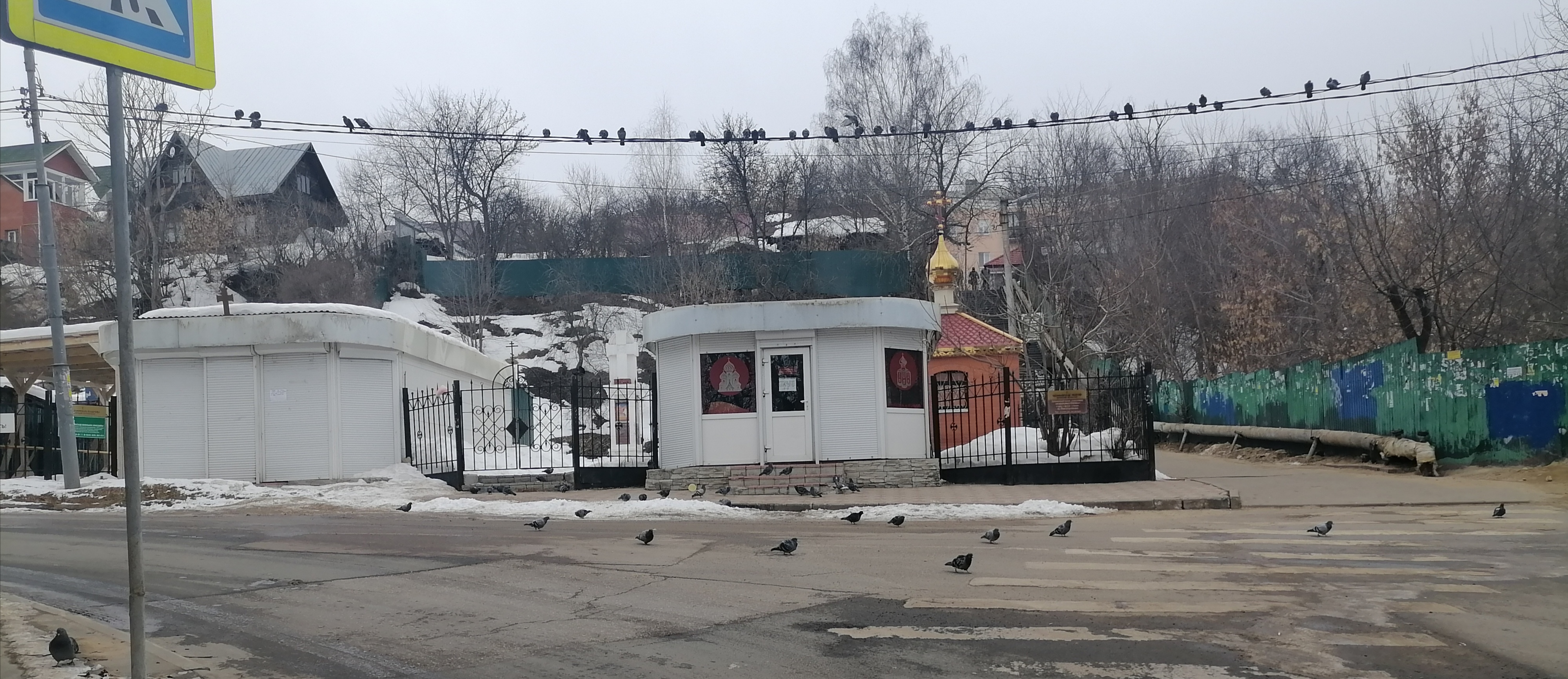
Часовня Святых жен Мироносиц

Историческое название — Мироносицкая улица. Название дано по близ расположенной церкви Жён-Мироносиц (находилась на месте современного д. 16).
Улица проходила через слободки двух монастырей — Рождественского и Богородицкого.
Указывалась на чертеже города 1715 года, регулярном 1781 года и плане И. А. Заборовского 1794 года. В середине XIX века называлась Низовой улицей.
Современное название с 1923 года в честь немецкого учёного-экономиста, политика и общественного деятеля Карла Маркса (1818—1883).
В 1929 году Церковь Святых жен Мироносиц как не представляющая художественной, исторической ценности была снесена
18 сентября 1991 года на 14 сессии Владимирского городского Совета народных депутатов была утверждена Программа топонимической реставрации города Владимир, в том числе список улиц, чьи исторические названия подлежат восстановлению, улица Карла Маркса в их числе.

## Достопримечательности
Часовня Жён-Мироносиц